# فيكتور أكسلسن
فيكتور أكسلسن (مواليد 4 يناير 1994) هو لاعب كرة ريشة دنماركي،فاز ببطولة العالم 2017 وببرونزية أولمبياد 2016.

## روابط خارجية
- فيكتور أكسلسن على موقع BWF.tournamentsoftware.com (الإنجليزية)
- فيكتور أكسلسن على موقع BWFbadminton.com (الإنجليزية)
- فيكتور أكسلسن على موقع اللجنة الأولمبية الدولية (الإنجليزية)
- فيكتور أكسلسن على موقع أوليمبيديا (الإنجليزية)